# Podagrionella tatianae
Podagrionella tatianae är en stekelart som först beskrevs av Boucek 1976.  Podagrionella tatianae ingår i släktet Podagrionella och familjen gallglanssteklar. Inga underarter finns listade i Catalogue of Life.